# هجویری

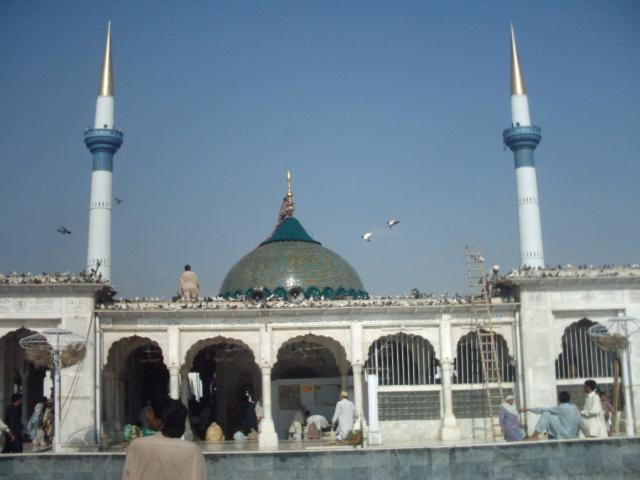
آرامگاه هجویری در لاهور به نام داتا دربار.

علی بن عثمان بن علی جلابی هُجویری غَزنَوی ملقب به داتا گَنج‌بَخش از عارفان سدهٔ پنجم هجری قمری است.
او اهل غزنه در مشرق خراسان بود. در فراگیری برخی از علوم شاگرد ابوالعباس شقانی بوده است. ولی در طریقت پیرو ابوالفضل محمد بن حسن ختلی بوده است. در حالی که ابوالفضل ختلی خود از مریدان ابوالحسن بصری بوده است. از سال تولد و مرگ وی اطلاعات چندانی در دست نیست.

## نام و نسب
نام کامل او را برخی از مآخذ، ابو الحسن علی بن عثمان بن ابی علی الجلابی الهجویری الغزنوی، نوشته‌اند و بعضی مختصراً به ذکر جلابی یا هجویری یا غزنوی کفایت کرده‌اند و دسته ای وی را پیر هجویر، سید هجویر خوانده‌اند.
هجویری به‌گمان در هجویر، از محله‌های غزنه، زاده شد و جلاب و هجویر دو محل از محله‌های غزنین اند. او از رجال معروف به علم و معرفت و طریقت است. خاندان او در غزنین از مردان راه حق بوده و مسجد و منبر داشته‌اند. امام قشیری از استادان او بود و هجویری با او آشنایی تمام داشت. وی با بسیاری از استادان طریقت مانند عبدالکریم قشیری و ابوسعید ابوالخیر و ابو علی فارمدی (فریومدی) و دیگر بزرگان و محدثان ملاقات کرده و هم‌صحبت بوده است. «ابوالفضل محمدبن المحسن الختلی»، مرشد او بود، و او پیرو مذهب جنید بوده است. سپس به سیاحت و حج رفته و ملازم ابوالعباس احمد بن محمد اشقانی شد و از او پاره‌ای از علوم را آموخت.
پس از تکمیل تحصیلات خویش، چنان‌که عادت مشایخ قدیم تصوف بود به سیر آفاق و انفس پرداخت و به شام، عراق، آذربایجان، طبرستان، خوزستان، کرمان، خراسان و فرارود سفر کرد و بسیاری از مشایخ عصر خود را دید.
او چهل سال در سفر بوده است و همچون پیر خویش از تظاهر و از لباس و رسوم تصوف که آن را در زمانه خود نشانه ریا می‌شمرد، بیزار بود.
نسبت به زناشویی نظر خوشی نداشت. به امر پیر خود، به جانشینی حسین زنجانی، به لاهور (در پاکستان غربی کنونی) رفت. در این هنگام پادشاهی غزنویان رو به تجزیه نهاده و رشته زندگی در غزنه از هم گسیخته بود. گویا هجویری لاهور را موافق طبع نیافت. خود او گوید که: «من اندر دیار هند، اندر میان ناجنسان گرفتار مانده بودم.»
روزها درس می‌داد و شب‌ها به مریدان حقایق طریقت می‌آموخت. عده کثیری از مردم اطراف را به دین اسلام درآورد. در کتاب کشف المحجوب نقل کرده است که دیوان اشعار و کتاب منهاج الدین تألیف او را گرفته و به نام خود کرده‌اند، و از خدا خواسته است که نام سارق دیوان و کتاب را از دیوان طلاب درگاه خود پاک گرداند.
یگانه تألیف معتبری که از او برجای مانده، کتاب کشف المحجوب است و آن نخستین نوشته مهم فارسی در تصوف است که علاوه بر بحث در حقیقت و معنای تصوف و شرح الفاظ و اصطلاحات و آداب و رسوم و فرقه‌های آن، احوال و مذاهب عده زیادی از مشایخ تصوف را دربردارد. این کتاب، کتابی جامع و پرمغز به نثر خوش و بیحشو و زواید و تکلف است.
هجویری بین سال‌های ۴۸۱ و ۵۰۰ هـ.ق. درگذشت (هجویری در سال ۴۶۵ هجری در لاهور جهان را بدرود گفته و در همان‌جا بخاک سپرده شده است) آرامگاه او در میان دروازه بهاتی لاهور جای دارد و در کنار آن مسجدی است که اصل بنای آن از خود شیخ است.
کتابخانه گنج‌بخش اسلام‌آباد به نام او نام‌گذاری شده است.

## تالیفات هجویری
- کشف‌المحجوب، که می‌توان آن را از منابع بسیار معتبر در مورد عرفان و تصوف به‌شمار آورد. این کتاب بنا بر درخواست ابوسعید هجویری برای پاسخ به پرسش‌هایش نگاشته شد.
- دیوان شعری که نشانه‌ای از آن باقی نمانده است ولی در ابتدای کشف المحجوب اشاره به انتحال آن شده است.
- کتاب فنا و بقا که در مورد تصوف بوده ولی این کتاب نیز از بین رفته است.
- کتاب اسراب الخرق والملونات. این کتاب نیز در دسترس نیست.
- الرعایت به حقوق الله تعالی
- کتاب البیان لاهل العیان
- منهاج الدین
- نحوالقلوب
- ایمان
- فرق فرق[۴]